# Степанов, Николай Иванович (Герой Социалистического Труда)
Николай Иванович Степанов (8 марта 1927 — 28 декабря 2008) — бригадир водителей Горьковского пассажирского автотранспортного предприятия № 1, министерства автомобильного транспорта РСФСР, Герой Социалистического Труда (1981).

## Биография
Родился 8 марта 1927 года в деревне Ермаки, ныне Смоленского района Смоленской области, в русской крестьянской семье.
В 1941 году завершил обучение в сельской семилетней школе. В начале Великой Отечественной войны находился на оккупированной немцами территории. Помогал партизанам в разведывательной работе. После освобождения Смоленщины в 1943 году стал работать на железной дороге сцепщиком и составителем поездов. Активно участвовал в восстановлении разрушенных железнодорожных станций и путей.
Осенью 1944 года был призван в ряды Красной армии. Победу встретил в Кёнигсберге. Во время службы окончил школу автотранспортных механиков. Обучившись в армии вождению автомобилей и тракторов, в 1951 году уволился с военной службы в запас.
Демобилизовавшись, устроился на работу водителем автобуса в Горьковское пассажирское автотранспортное предприятие № 1. Длительное время руководил бригадой водителей предприятия на городском автобусном маршруте номер 43. Неоднократно бригада становилась победителем социалистических соревнований среди транспортников. По итогам работы за 1980 год оказался лучшим в СССР.
Был инициаторов введения на линии коллективного подряда и ввода резервных автобусов, в случае увеличения пассажиропотока.
Указом Президиума Верховного Совета СССР от 2 апреля 1981 года за выдающиеся производственные достижения, досрочное выполнение заданий десятой пятилетки и социалистических обязательств Николаю Ивановичу Степанову присвоено звание Героя Социалистического Труда с вручением ордена Ленина и золотой медали «Серп и Молот».
В 1987 году вышел на пенсию, но продолжал десять лет работать водителем-инструктором. Избирался депутатом Канавинского районного и Горьковского городского Советов народных депутатов. Был членом Президиума областного Совета профсоюзов, а также делегатом XXVI съезда КПСС и XVIII съезда профсоюзов СССР.
В 1995 году ему присвоено звание «Почётный гражданин Нижнего Новгорода».
Проживал в Нижнем Новгороде. Умер 28 декабря 2008 года. Похоронен на Ново-Сормовском кладбище в Нижнем Новгороде.

## Награды
За трудовые успехи удостоен:
- золотая звезда «Серп и Молот» (02.04.1981)
- два ордена Ленина (05.10.1966, 02.04.1981)
- Орден Октябрьской Революции (28.02.1974)
- другие медали.
- Почётный гражданин города Нижний Новгород (1995)[5].

## Память
- На жилом доме, где проживал Н. И. Степанов (Нижний Новгород, улица Витебская, 46), установлена мемориальная доска. С марта 2014 года имя Героя Степанова носит остановка общественного транспорта по Московскому шоссе в Нижнем Новгороде (в прошлом — «Автопарк» между Нижегородским масложировым комбинатом и станцией метро «Канавинская»)[6][4].